# Gilbuena
Gilbuena è un comune spagnolo di 111 abitanti situato nella comunità autonoma di Castiglia e León.
La superficie totale del comune è 15,13 km². In base alla (INE 2005) solo 97 abitanti sono concentrati nel capoluogo del comune. Densità: 6,41 ab/km². Il municipio si trova a Gilbuena il paese più grande.

## Toponomastica
Il suo nome deriva da filo buono o "Gilo buona" in relazione al filo di sparto fatto anticamente.